# Temnora subapicalis
Temnora subapicalis là một loài bướm đêm thuộc họ Sphingidae. Loài này có ở highland forest miền trung Kenya và also ở Zimbabwe.
Chiều dài cánh trước khoảng 24 mm đối với con đực và 26 mm đối với con cái. Nó gần giống loài Temnora griseata griseata.

## Phân loài
- Temnora subapicalis subapicalis
- Temnora subapicalis hayesi Darge, 1975 (Rwanda)